# BosWash

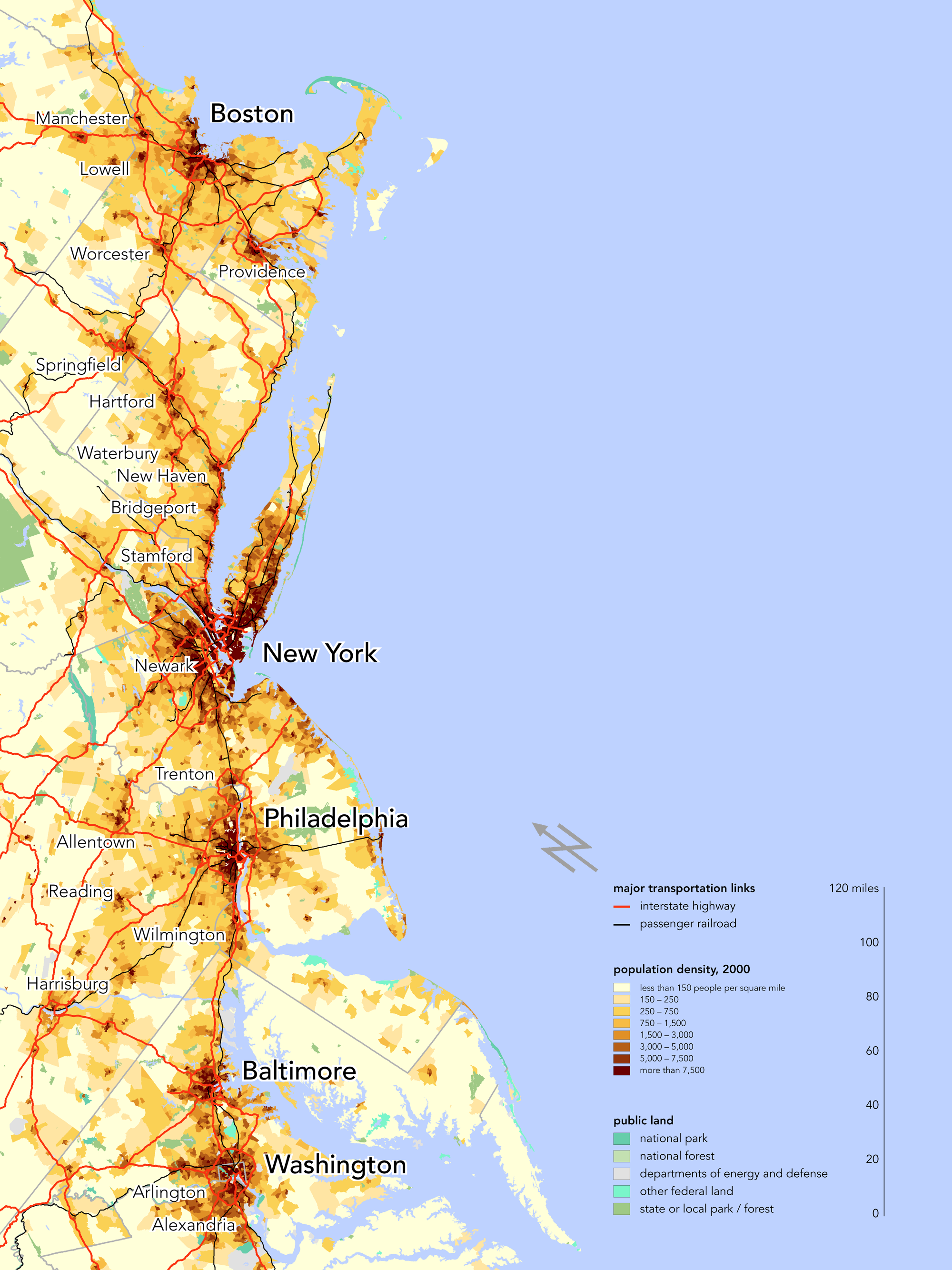
BosWash

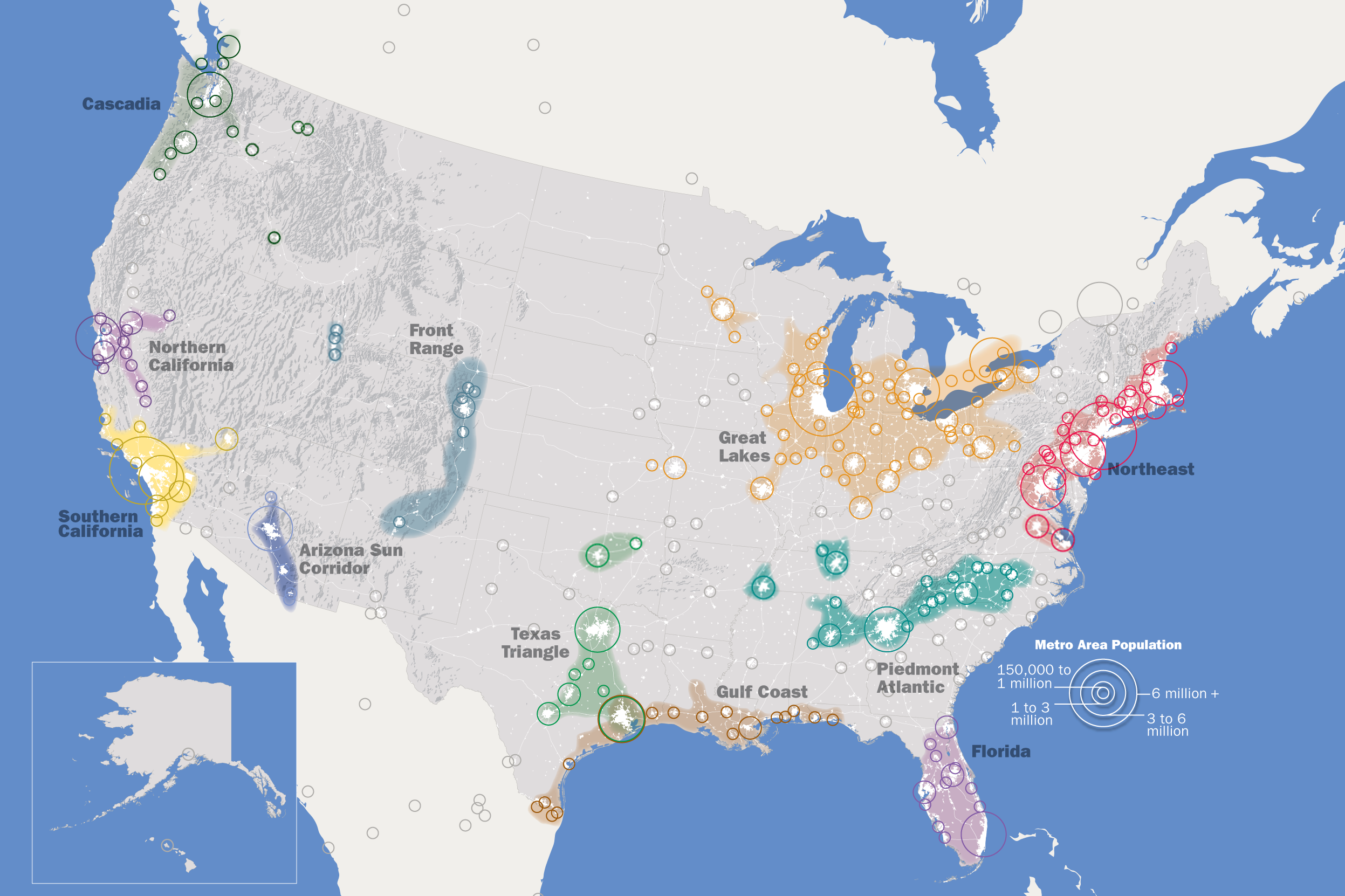
BosWash est située en rouge sur la carte.

La mégalopole américaine  ou BosWash (aussi désigné par Bosnywash et Bos-Wash Corridor) désigne un groupe d’aires urbaines du nord-est des États-Unis constitué de 6 états, s’étendant sur 800 kilomètres entre Boston et Washington DC et liées tant économiquement que par les moyens de transport et de communication. 
Cette composante géographique fut identifiée par le géographe français Jean Gottmann en 1961 dans son livre Megalopolis : The Urbanized Northeastern Seaboard of the United States. où il la définit comme la première mégalopole du monde. Gottmann conclut que les villes de la région, bien que discrètes et indépendantes, sont uniquement liées les unes aux autres par l’enchevêtrement de leurs zones suburbaines

## Caractéristiques générales
BosWash comprend :
- 52 332 123 habitants (au recensement de 2010[2]), soit environ 17% de la population américaine, sur moins de 2% de la superficie du pays, avec une densité d’environ 1 000 personnes par mile carré (390 personnes / km 2), contre une moyenne américaine de 80,5 par mile carré[3] (31 personnes / km2).
- Quatre des 100 premières aires urbaines mondiales (New York, Washington, Philadelphie et Boston),  ainsi que leurs zones métropolitaines et leurs banlieues.
- Le siège de l'exécutif et du législatif américain (Maison-Blanche et Capitole), le siège de l'ONU, la plus grande bourse mondiale, le New York Stock Exchange, le siège du FMI et de la Banque mondiale.
- Le siège social de plusieurs groupes de médias majeurs (ABC, NBC, CBS) ainsi que les deux plus grands journaux américains, le New York Times et le Washington Post.
- des centaines de collèges et d’universités, dont Harvard, MIT, Yale, Princeton, Penn et Johns Hopkins, qui se classent chacun parmi les dix premiers du pays. Six universités font partie des huit universités de l’Ivy League.
- Les différentes villes de la mégalopole sont extrêmement connectées par les transports, qu’ils soient routiers le long d’une section de la U.S. Route 1 et de l’Interstate 95, aériens ou ferroviaires (l’Acela, ligne à grande vitesse, en parcourt toute la longueur).

## Sous-ensembles régionaux
- La Nouvelle-Angleterre est un ensemble historiquement et culturellement différencié qui occupe la partie septentrionale du Boswash et regroupe six états : Connecticut, Maine, Massachusetts, New Hampshire, Rhode Island, Vermont (voir ces articles).
- La région de New York : l'agglomération new-yorkaise approche les 20 millions d'habitants.
- Le sud du BosWash comprend les États du New Jersey, Pennsylvanie, Maryland et Delaware avec la vallée du Delaware ; Washington DC termine cet espace au sud.

## Villes principales
- New York (État de New York)
- Philadelphie (Pennsylvanie)
- Baltimore (Maryland)
- Boston (Massachusetts)
- Washington (District of Columbia)
- Providence (Rhode Island)
- Springfield (Massachusetts)
- Worcester (Massachusetts)
- Bridgeport (Connecticut)
- Jersey City (New Jersey)
- Allentown (Pennsylvanie)
- Trenton (New Jersey)
- Newark (New Jersey)
- Atlantic City (New Jersey)
- Wilmington (Delaware)
- Hartford (Connecticut)
- New Haven (Connecticut)
- Arlington (Virginie)
- Alexandrie (Virginie)
- Richmond (Virginie)
- Manchester (New Hampshire)